# Troublemaker (chanson d'Olly Murs)
Pour les articles homonymes, voir Troublemaker.
Singles de Olly Murs
Oh My Goodness
(2012)
Singles par Flo Rida
I Cry
(2012)
Troublemaker est une chanson de l'artiste britannique Olly Murs en duo avec le rappeur américain Flo Rida. Le single sort le 16 octobre 2012 sous le label américain Epic Records. 1er single extrait du 3e album studio Right Place Right Time (2012), la chanson est écrite par Olly Murs, Steve Robson, Claude Kelly et par Tramar Dillard, alias Flo Rida. Troublemaker est produit par Steve Robson.
Le clip montre les mésaventures d'une jeune femme qui ne fait que des gaffes et des catastrophes là ou elle passe.

## Formats et liste des pistes
| 1. | Troublemaker (featuring Flo Rida) | 3:06 |

| 1. | Troublemaker (featuring Flo Rida)  | 3:06 |
| 2. | Troublemaker (Cutmore Club Mix)    | 4:38 |
| 3. | Troublemaker (Cutmore Radio Edit)  | 2:35 |
| 4. | Troublemaker (Wideboys Radio Edit) | 3:23 |

| 1. | Troublemaker (featuring Flo Rida) | 3:06 |
| 2. | Troublemaker (Cutmore Club Mix)   | 4:38 |

| 1. | Troublemaker (Wideboys Club Mix featuring Flo Rida) | 5:39 |

## Crédits et personnels
- Olly Murs - chanteur, parolier
- Flo Rida (De son vrai nom Tramar Dillard) - chanteur
- Steve Robson - parolier, production
- Claude Kelly - parolier
- Tramar Dillard (Alias Flo Rida)- parolier[4]

## Classement par pays
| Classement (2012)                  | Meilleure position |
| ---------------------------------- | ------------------ |
| Australie (ARIA)                   | 4                  |
| Belgique (Flandre Ultratip 100)    | 12                 |
| Bulgarie                           | 2                  |
| Canada (Canadian Hot 100)          | 15                 |
| Tchéquie (IFPI Rádio)              | 3                  |
| Danemark (Tracklisten)             | 13                 |
| Espagne (PROMUSICAE)               | 19                 |
| États-Unis (Hot 100)               | 25                 |
| États-Unis (Pop Airplay)           | 10                 |
| États-Unis (Adult Pop Songs)       | 13                 |
| Finlande (Suomen virallinen lista) | 12                 |
| France (SNEP)                      | 41                 |
| Hongrie (Rádiós Top 40)            | 2                  |
| Irlande (IRMA)                     | 3                  |
| Israël (Media Forest)              | 8                  |
| Japon (RIAJ)                       | 4                  |
| Luxembourg (Digital Songs)         | 2                  |
| Pays-Bas (Single Top 100)          | 66                 |
| Nouvelle-Zélande (RMNZ)            | 5                  |
| Roumanie (Romanian Top 100)        | 31                 |
| Écosse (OCC)                       | 1                  |
| Slovaquie (IFPI Rádio)             | 5                  |
| Suède (Sverigetopplistan)          | 31                 |
| Suisse (Schweizer Hitparade)       | 8                  |
| Royaume-Uni (UK Singles Chart)     | 1                  |

### Certifications
| Pays             | Organisme | Certification | Vente     |
| ---------------- | --------- | ------------- | --------- |
| Allemagne        | BVMI      | Or            | 150 000   |
| Australie        | ARIA      | 3 × Platine   | 210 000   |
| Autriche         | IFPI      | Or            | 15 000    |
| Canada           | CRIA      | Platine       | 80 000    |
| Danemark         | IFPI      | 2 × Platine   | 60 000    |
| États-Unis       | RIAA      | Platine       | 1 000 000 |
| Italie           | FIMI      | Or            | 15 000    |
| Nouvelle-Zélande | RIANZ     | 2 × Platine   | 15 000    |
| Suède            | GLF       | 2 × Platine   | 80 000    |
| Suisse           | IFPI      | Or            | 15 000    |

## Historique de sortie
| Pays        | Date             | Format                            | Label            |
| ----------- | ---------------- | --------------------------------- | ---------------- |
| Pays-Bas    | 19 octobre 2012  | Téléchargement digital            | Sony Music       |
| Irlande     | 16 novembre 2012 | CD single, téléchargement digital | Epic Records     |
| Royaume-Uni | 18 novembre 2012 | CD single, téléchargement digital | Epic Records     |
| États-Unis  | 8 janvier 2013   | American Top 40, radiodiffusion   | Columbia Records |